# Thracides panimeron
Thracides panimeron is een vlinder uit de familie van de dikkopjes (Hesperiidae). De wetenschappelijke naam van de soort werd in 1908 gepubliceerd door Hamilton Herbert Druce.